# Lo sciocco in cerca della luna
Lo sciocco in cerca della luna è un mito dei Masciona (una popolazione di etnia bantu stanziata fra Zimbabwe, Rhodesia e Mozambico), sull'origine del mondo, su quali funzioni siano assegnate agli astri e quale sia il ruolo degli agenti atmosferici. Si tratta di una storia sacra trasmessa per via orale utile anche per rinsaldare e unificare la comunità. Il mito ha la funzione primaria di descrivere come andarono i fatti all'origine della vita, quando da un caos primordiale si diffuse la vita degli esseri viventi.

## Trama
Il protagonista del racconto è un giovane sciocco che non riesce a scrollarsi di dosso questa etichetta nemmeno agli occhi dei suoi genitori. Un giorno il figlio chiede al padre di assegnargli un compito che possa consentire al giovane di dimostrare di possedere almeno la volontà. Il padre risponde ironicamente di andare a prendere la Luna. Il giovane sciocco si mette in moto notte e giorno in direzione della Luna suscitando ilarità durante il suo passaggio e soprattutto rifiutando una moltitudine di beni, quali capre, la più bella ragazza del paese, venti schiavi regalati a lui dal re di un villaggio. Alla fine delle sue peripezie il giovane riesce a mettersi al collo la Luna e riparte e durante il viaggio ripassa da un villaggio dove il gran re è appena morto. Gli anziani per congratularsi con il giovane, che loro avevano deriso all'andata, lo proclamano re.